# Смена времён года (фильм)
Это статья фильме. О причинах смены времён года см. статью Времена года
«Межсезонье» (англ. A Change of Seasons) — мелодрама 1980 года.

## Сюжет
Эгоцентричный университетский преподаватель заводит роман со своей студенткой, но встречает в штыки новость о романе своей жены со случайно зашедшим рабочим. На выходные главный герой вместе со своей пассией уезжает на горнолыжный курорт, где встречаются все четверо.

## В ролях
- Энтони Хопкинс — Адам Эванс
- Ширли Маклейн — Карин Эванс
- Бо Дерек — Линдси Ратледж
- Майкл Брэндон — Пит Лашапель
- Мэри Бет Хёрт — Кейси Эванс
- Эдвард Винтер — Стивен Ратледж

## Номинации
В 1981 году фильм был номинирован на антипремию «Золотая малина» в трех категориях:
- Худшая мужская роль — Энтони Хопкинс
- Худшая песня — Генри Манчини
- Худший сценарий — Эрик Сигал, Ронни Керн, Фред Сигал